# Валеев, Рамиль Миргасимович
Рами́ль Миргаси́мович Вале́ев (тат. Вәлиев Рәмил Миргасим улы) — советский и российский историк и востоковед. Доктор исторических наук, профессор.

## Биография
В 1972—1973 годах после окончания средней школы, работал учителем в Старо-Иштеряковской восьмилетней школе (Лениногорский район). После службы в рядах Советской армии окончил Казанский государственный университет по специальности «историк-преподаватель» (1981 год). 
В 1981—1984 годах обучался в аспирантуре, кандидат исторических наук (1986), тема диссертации «Востоковед Г. С. Саблуков и проблемы исламоведения (50-80-е гг. XIX в.)». 
В 1984—1988 годах — начальник отдела Министерства культуры ТАССР. 
С 1988 года на работе в Казанском университете, с 1997 года — доцент. 
В 1999 году защитил диссертацию на соискание учёной степени доктора исторических наук, тема «Казанское востоковедение: истоки и развитие (XIX в. — 20-е гг. XX в.)». Профессор (2000 год). 
В 2003—2014 годах — заведующий кафедрой истории и культуры Востока Института востоковедения КГУ. 
В 1997—2010 годах начальник Управления высшего и среднего профессионального образования и науки Аппарата Кабинета Министров РТ. 
В 2010—2015 годах — директор Института Татарской энциклопедии АН РТ.

## Основные труды
- Валеев Р. М. Из истории казанского востоковедения середины — второй половины XIX в.: Гордий Семенович Саблуков — тюрколог и исламовед. — Казань: Kazan-Казань, 1993. — 104 с.
- Валеев Р. М. Мусульманский мир: Средние века, новое время: Пособие для студентов. — Казань: Б.и., 1996. — 210 с.
- Валеев Р. М. Очерки новой и новейшей истории крупнейших стран Азии / Р. М. Валеев, С. И. Лунев, Г. К. Широков; Институт востоковедения Российской АН, Институт востоковедения КГУ. — Казань: Издательство Казанского университета, 2002. — 127 с.
- Валеев Р. М. Мусульманские страны: Очерки истории и культуры (VII—XV вв.) / Р. М. Валеев, Б. М. Ягудин. — Казань: Интелпресс, 2003. — 156 с.
- Валеев Р. М. Очерки истории Казанского университетского востоковедения (1769—1920-е гг.): Учеб. пособие для студентов вузов, обучающихся по специальности 022800 «Востоковедение, африканистика» / Р. М. Валеев; Казан. гос. ун-т. Ин-т востоковедения. — Казань: Алма-Лит, 2003. — 142 с.
- Монголовед О. М. Ковалевский: биография и наследие (1801—1878) / Институт востоковедения РАН (Санкт-Петербургский филиал), Институт востоковедения Казанского государственного университета, Институт социальных и гуманитарных знаний; [науч. ред. Р. М. Валеев; отв. ред. И. В. Кульганек]. — Казань: Алма-Лит, 2004. — 283 с.
- Россия — Монголия — Китай: дневники монголоведа О. М. Ковалевского, 1830—1831 гг. / подгот. к изд., предисл., глоссарий, коммент. и указ.: Р. М. Валеев, И. В. Кульганек; [отв. ред. д.ф.н. А. Д. Цендина].—Казань; Санкт-Петербург: «Таглимат» ИЭУП, 2005 (2006). — 103 с.
- Наследие Н. Ф. Катанова: история и культура тюрк. народов Евразии: докл. и сообщ. междунар. науч. семинара, 30 июня — 1 июля 2005 г. / [редкол.: Р. М. Валеев, М. З. Закиев, Д. Г. Зайнуллин]. — Казань: [Алма Лит], 2006. — 295 с.
- Валеев Р. М. Санскритология и буддология в Казанском университете: (очерк истории казанского университетского востоковедения в XIX в.). — Казань: Казанский государственный университет, 2007. — 51 с.
- Н. Ф. Катанов и гуманитарные науки на рубеже веков: очерки истории российской тюркологии / [Р. М. Валеев, В. Н. Тугужекова и др.]; Казан. гос. ун-т, Ин-т востоковедения [и др.]. — Казань; Абакан: [Алма-Лит], 2008—2009. — 353 с.
- Валеев Р. М. Российское университетское востоковедение в архивных документах: центры, события и наследие (XIX — нач. XX вв.) / Р. М. Валеев, Д. Е. Мартынов. — Казань: Казанский государственный университет, 2009. — 115 с.
- Валеев Р. М., Горшунов В.С. Российско-китайские отношения в XVII — первой половине XIX вв.: Очерки отечественной историографии (40-80е гг. XX в.) — Казань: Казан. ун-т, 2011. — 148 с.
- Валеев Р. М., Тугужекова В. Н., Чочиева А. С. Эпистолярное наследие Н. Ф. Катанова. — Абакан: Хакасское кн. изд-во, 2012. — 72 с.
- Валеев Р. М., Кириллина С. А., Валеева Р. З. Российские и немецкие ориенталисты в истории отечественного востоковедения первой половины XIX в.: академик Х. Д. Френ (Fraehn Ch. M. J.) и профессор Ф. И. Эрдман (Erdmann F. F. L.) и их арабо-мусульманские исследования // Проблемы истории и источниковедения Ближнего Востока и Северной Африки в Средние века и Новое время: колл. монография. — М.: ИВ РАН, 2023. — С. 134—161.
- Чебодаева М. П., Валеев Р. М., Данькина Н. А. С берегов Аскиза до берегов Невы. Научный путь профессора Н. Ф. Катанова (1862—1922). — Санкт-Петербург: 2023. — 104 с.